# Arch Madness
Arch Madness, född 11 mars 2004 i USA, död 22 november 2019 i USA, var en amerikansk varmblodig travhäst. Han tränades av Trond Smedshammer och kördes oftast av tränaren själv, men ibland av Brian Sears eller Björn Goop.
Arch Madness tävlade åren 2006–2014 och sprang in 4,3 miljoner amerikanska dollar på 127 starter varav 36 segrar, 29 andraplatser och 15 tredjeplatser. Han tog karriärens största segrar i Breeders Crown (2007), Maple Leaf Trotting Classic (2008), Arthur J. Cutler Memorial (2010), Oslo Grand Prix (2011) och Allerage Farms Open Trot (2013). Han kom även på andraplats i Kentucky Futurity (2007), John Cashman Memorial (2008, 2011) och två gånger i rad i Elitloppet (2012, 2013).